# 静照
静照，明末清初人，字月上或月士，宛平人，原为曹氏良家女子。明朝泰昌时（约1620年）选入宫为宫人，入宫在掖庭居住了二十五年，作宫词五首或百首。李自成犯关，跟随一刘姓太监到了白下。崇祯甲申（1644年）或乙酉（1645年）后，削发出家为尼姑。

## 文学作品
静照道念精纯，为人所尊重，《续比丘尼传·清白下某庵尼静照传》摘录了六首宫词于下：

- 到面春风只自知，燕花牌子手中持。椒房领得金龙纸，敕写先皇御制诗。
- 一树寒花冒雪开，幽香寂寂映妆台。女官争簇传呼近，知是鸾宫选侍来。
- 宝妆云髻亸金衣，娇小丰姿傍玉扉。新入未谙宫禁事，低头先拜段纯妃。
- 口敕传宣幸玉熙，乐工先候九龙池。装成傀儡新番戏，尽日开帘看水嬉。
- 阅遍司农水旱书，君王减膳复斋居。御厨阿监新承旨，来日羹汤不进鱼。
- 俭德慈恩上古稀，他方织锦尽停机。赭黄御服重经瀚，内直才人着布衣。

《蕙风词话·尼静照词》也收录了一首《西江月》
午倦恹恹欲睡，篆烟细细还烧。莺儿对对语花梢。平地把人惊觉。
有恨慵弹绿绮，无情懒整云翘。难禁愁思胜春潮。消减容光多少。

格调高雅近于北宋词。